# Chelles (Oise)
Chelles település Franciaországban, Oise megyében. Lakosainak száma 475 fő (2022. január 1.). Chelles Mortefontaine, Retheuil, Croutoy, Hautefontaine és Saint-Étienne-Roilaye községekkel határos.

## Népesség
A település népességének változása:
| Lakosok száma | 503  | 521  | 539  | 507  | 490  | 473  | 473  | 473  | 475  |
|               | 2013 | 2015 | 2016 | 2017 | 2018 | 2019 | 2020 | 2021 | 2022 |